# (29431) Shijimi
(29431) Shijimi est un astéroïde de la ceinture principale.

## Description
(29431) Shijimi est un astéroïde de la ceinture principale. Il fut découvert le 12 avril 1997 à Yatsuka (en) par Hiroshi Abe. Il présente une orbite caractérisée par un demi-grand axe de 2,24 UA, une excentricité de 0,16 et une inclinaison de 7,2° par rapport à l'écliptique.

## Compléments